# 제2차 북핵 위기
2차 북핵위기는 2002년 10월 3일 제임스 켈리를 대표로 한 미국 협상단이 평양을 방문했을 때 북한이 비밀리에 고농축 우라늄으로 핵탄두를 개발하고 있다는 사실을 시인하면서 발생한 사건이다.

## 전개
2002년 10월 3일 조지 W. 부시 대통령의 특사 자격으로 방북한 제임스 켈리 미국 국무부 동아태 차관보가, 고농축 우라늄 프로그램(HEU) 개발 의혹에 대해 CIA가 확보한 명백한 증거를 제시하며, 북한 정부의 시인을 요구했다. 3일에는 김계관이 터무니없다며 부인했으나, 4일에는 김계관의 상관인 강석주가 회담장에 나와, 이를 시인했다.

## 원심분리기

### 강선 우라늄 농축 공장
2018년 6월 30일, 워싱턴포스트는 북한이 핵탄두 및 관련 장비시설 은폐를 추구하고 있다는 내용의 미국 국방정보국(DIA) 보고서를 보도했다. 영변 핵시설의 우라늄 농축 공장의 원심분리기 4,000개 보다 많은 12,000개의 원심분리기가 강선에 위치해 있다고 한다.
DIA 보고서에 따르면, 북한은 이미 2002~2003년 P2 타입 원심분리기 8,000개~12,000개를 만들기에 충분한 관련 부품을 조달했다. 그런데 올브라이트 ISIS 소장은 2010년에 영변 핵시설의 우라늄 농축 공장을 방문하여, 막 건설이 완료된 1,000개의 원심분리기를 목격했다. 따라서 미국은 2000년대 중반에 강선에 12,000개의 원심분리기를 설치했을 것으로 추측하고 있다.
파키스탄이 개발한 2세대 원심분리기라는 의미에서 P2라고 부르며, 2,000개의 P2 형식의 원심분리기를 가동하면 농축률이 90%인 HEU를 연간 40kg까지 생산할 수 있다. DIA는 강선 12000개, 영변 4000개로 추정하고 있으므로, 북한은 매년 농축률이 90%인 HEU를 320 kg 생산할 수 있다.
북한은 가장 최근인 2013년 8월, 영변 핵시설의 우라늄 농축 공장을 기존의 2,000개 규모에서 4,000개 원심분리기를 수용할 수 있는 면적으로 확장공사를 완료, 2014년 4월에 원심분리기를 설치한 것으로 정찰위성에 관측되었다. 따라서, 2014년 5월부터는 모두 16,000개의 원심분리기가 가동을 시작했다고 추정할 수 있다.
보도된 DIA 보고서는 2018년 현재 북한의 HEU 핵폭탄을 최대 44발로 추정했다. 그러나, NRDC의 토머스 코크란 박사는 1994년에 핵무기 개발 수준을 상중하의 3등급으로 나누었다. 언론에서는 북한이 수소폭탄 완성 이전에 중급으로 평가했다. 따라서 수소폭탄이 완성된 이후에는 상급으로 평가할 수 있다. 코크란 박사는 상급 수준일 경우 HEU 5 kg으로 20 kt 핵폭탄 1개를 제조할 수 있다고 본다. 그리고 보통 무기화를 할 경우 핵물질의 30%가 손실된다고 본다. 따라서 북한이 16,000개의 원심분리기를 1년 동안 가동할 경우 농축률이 90%인 HEU를 320 kg 생산하며, 손실율 30%를 감안한다면, 20 kt 핵폭탄 44발을 생산할 수 있다. DIA는 HEU 핵폭탄 전체량이 44발이라지만, 이러한 계산을 해보면 매년 HEU 핵폭탄 44발 생산이 가능하다는 계산이 나온다. 보통 핵폭탄 1발이라고 할 때는 20 kt 핵폭탄을 말한다. 참고로 2차세계대전에서 사용된 히로시마 원폭은 20kt급으로 알려져있다.
2005년 강선 12000개, 2010년 영변 2000개, 2014년 영변 2000개를 설치했다는 뉴스를, 그대로 계산해 보면, 2018년 현재 3,200 kg의 HEU를 생산했을 수 있다. DIA 보고서는 2018년 현재 북한이 보유한 HEU 총량이 최대 1,000 kg이라고 추정했다. 3,200 kg의 HEU에 손실율 30%를 감안하면, 20 kt HEU 핵폭탄 504발이라는 계산이 나온다.
미국은 파키스탄 등에서 수집한 정보를 토대로, 북한의 원심분리기가 P2형이라고 추정하지만, 2002년부터 북한은 파키스탄이 아니라 독자개발이며, 롯카쇼무라를 참고했다고 주장한다. 롯카쇼무라 원심분리기는 P2형 보다 서너배 속도가 빠르며, 최근에는 다시 5배 속도를 높이는 신형 원심분리기로 교체했다. 북한이 일본 기술자를 통해 최신형 원심분리기 기술을 획득했다면, P2형 보다 10여배 고속일 수도 있다.
북한의 비밀 우라늄 농축시설로 알려진 강선단지의 위치는 평양 외곽의 천리마구역이라고 미국 외교안보 전문지 디플로맷이 보도했다. 미국 정부도 확인했다. 이곳은 영변 핵시설보다 더 이른 2000년대 초반부터 건설되기 시작한 것으로 알려졌다. 강선역이 평양 외곽의 천리마구역에 있다. 예전에는 강성읍이라고 불렀는데, 요즘은 천리마군이라고 부른다.

### 영변 우라늄 농축 공장
2010년 11월 해커 박사에게 공개한 원심분리기는 2,000개였다. 북한 관계자는 8,000 SWU 농축 능력을 가졌다고 설명했다. 그 이후 미국 정찰위성에 우라늄 농축 공장이 2배로 확장된 것이 포착되었다. 따라서 원심분리기 4,000개에 16,000 SWU 농축 능력으로 추정된다.
2012년 3월 미국 프린스턴 대학교 스콧 켐프 교수는 "북한의 원심분리기는 지그프리드 헤커 교수가 2010년에 봤던 2000개보다 많은 6700개에 이를 수 있다"고 주장했다.  켐프 교수는 2011년 말까지 로버트 아인혼 미국 대북제재 조정관의 기술보좌관으로 정보 분석을 담당했다. "정보사항이라 정확히 말하기는 어렵지만 북한이 주문한 특수강관의 양으로 추정해 나온 수치가 6700개"라고 말했다. 원심분리기 6,700개면 26,800 SWU 농축 능력으로 추정된다.

## 우라늄 레이저 농축
미국은 북한이 우라늄 레이저 농축법은 보유하지 않았을 것이라고 추정하고 있다. 전세계는 2018년 현재 가스 원심분리기를 이용한 우라늄 농축이 일반적이지만, 레이저 농축은 보다 최첨단 기술로서, 원심분리기 방법 보다 30% 정도 가격을 낮출 수 있을 정도로 저비용 고효율로 알려져 있다. 원심분리기법과 달리, 매우 소형 설비여서, 마피아 정도의 단체도 이 설비를 보유할 수 있다고, 미국은 1970년대에 이미 우려했다.
남아프리카 공화국은 핵무장을 했다가 비핵화를 하였는데, 1993년 놀이공원 지하에서 원심분리기 비밀 공장이 발견되었다. 레이저 농축설비는 이런 원심분리기 보다 훨씬 소형이다. 해당국의 망명 기술자 등이 진술하지 않는다면, 외국이 정확한 지하시설 위치를 알 수가 없다.
그러나, 북한이 우라늄 레이저 농축법을 보유했을 수도 있다는 정황은 여러가지가 존재한다.
첫째, 푸틴은 미국의 남북 비핵화에 공식적으로는 찬성하면서도, 내심 남북한이 동시에 핵무장을 하기를 바란다. 1999년 러시아는 세계 최대 ICBM인 SS-18 사탄을 한국에 판매했다. 동시에, 2000년 1월 한국은 러시아에서 우라늄 레이저 농축 장비를 수입해 농도 77%의 무기급 우라늄 농축에 성공했다. 수입된 장비를 모두 국산화하는 것도 완료되었다고 보도되었다. 거의 20년이 지난 2017년, 한국과 북한은 거의 동시에 사탄 1단 엔진 국산화 및 최초 연소시험에 성공했다. KARI 75톤급 로켓엔진, 백두엔진 참조. 이런 정황이면, 러시아가 남북한에 동시에 사탄 미사일을 수출한 것으로 보이는데, 한국에는 수출한 레이저 농축 설비를 북한에는 안 수출했다는 것이 오히려 이상한 추정이다. 2000년 1월 한국의 우라늄 레이저 농축에는 일본이 전세계에 공개한 173개의 우라늄 레이저 농축 특허기술이 사용되었다.
둘째, 북한과 핵개발을 공동으로 하고 있다는 이란에서, 우라늄 레이저 농축 보도가 자주 나오고 있다. 2004년 11월, NCRI의 간부 모하메드 모하데신은 이란이 2003년 라비잔과 2000년 파르친에 우라늄 레이저 농축공장을 가동중이라고 주장했다. 러시아의 점경국이자 친러로 유명한 이란의 우라늄 레이저 농축법도 결국 러시아 기술으로 보이는데, 만약 저런 정보가 사실이라면, 2000년 푸틴이 아직 총리이던 시절, 러시아는 한국과 이란에 동시에 우라늄 레이저 농축설비를 수출한 것으로 보인다. 여기에서, 북한만 제외되었다는 것은, 매우 어색한 추정이다. 2010년 2월 7일, 이란의 마무드 아마디네자드 대통령이 이란 국영텔레비전에서 "레이저 농축기술을 확보했지만 현시점에서 이를 사용할 의도는 없다"고 밝히면서, 서방과의 핵협상 타결을 촉구했다.
셋째, 한국과 미국의 정보당국은 그동안 북한의 핵기술을 매우 폄하했다. 따라서, 북한이 최첨단 기술인 우라늄 레이저 농축법을 보유하지 못했다고 함부로 단정하는 것은, 역시 수십년째 계속 오판중인 북한 핵능력에 대한 폄하, 무시로 보인다. 이란과 핵개발을 함께 한다는 북한이, 2017년 사탄 1단 엔진인 백두엔진 최초 연소시험에도 이란 기술자가 참관했다고 하는데, 2010년 이란 대통령이 공식적으로 확인한 레이저 농축법을, 2018년 북한이 보유하지 못했다는 추정은, 매우 비합리적인 폄하로 보인다.

## 평화협정
1973년 1월 27일, 미국과 월맹(북베트남)간에 파리평화협정이 체결되어, 50만에 달했던 주월미군이 베트남에서 철수했다. 1975년 4월 30일은 월남(남베트남)이 패망하여 공산화되었다. 당시 월맹(북베트남)과 북한은 거의 동시에 미국과 평화협정 체결을 요구하기 시작했다.
1974년 3월 25일 북한 최고인민회의는 조미 평화협정을 제안했다. 그 이후, 북한은 변함없이 평화협정 체결을 요구해 왔다. 2차 북핵위기 당시에도, 북한은 선 조미 평화협정, 후 북한 비핵화를 주장했으며, 미국은 선 북한 비핵화, 후 조미 평화협정을 주장했다.
2차 북핵위기 당시, 북한은 다음을 요구했다.
- 첫째, 주한미군의 완전한 철수와 한미상호방위조약의 폐기
- 둘째, 미국이 북한을 공격하지 않을 것이라는 보장과 한국에 대한 핵우산 제공 중단
- 셋째, 북한에 대한 미국의 외교적 국가승인과 한국전쟁 정전협정을 대체할 평화조약 체결
- 넷째, 미국의 경제제재 해제와 미사일이나 다른 무기들의 수출을 포기하는 데 따른 손실 보상[10]

요약하면, 북한은 미군이 모두 철수하고, 한미상호방위조약, 핵우산조약도 모두 폐기하여 남한이 완전히 군사적으로 고립되면, 이를 확인한 이후에 북한 비핵화를 하겠다는 입장이고, 미국은 일단 북한이 먼저 비핵화를 해서, 이를 명확하게 확인한 후에, 미국이 남한에서 완전히 철수하는 문제를 협상할 수 있다고 주장한다. 양측은 서로의 주장이 터무니없다고 평가하고 있다.

## 해결
2차 북핵위기 직후, 중국은 문제의 해결을 위해 6자 회담을 관련국들에게 제안했으며, 2003년 8월 27일 베이징에서 제1회 6자 회담이 개최되었다. 6자 회담을 통해 관련국들이 2005년 9·19 공동성명을 발표하면서, 2차 북핵위기는 해결되었다.
그러나 곧바로 북한은 자신들의 요구사항이 전혀 이행되지 않는다며, 2006년 10월 9일 1차 핵실험을 단행하였다.

## 중국의 이중성
중국은 2차 북핵위기 직후, 관련국에 6자 회담을 제안하며, 북한 비핵화에 적극적인 태도를 취하였으나, 중국의 이중성에 속지 말아야 한다는 주장도 있다.
중국과 핵무기로 대치중인 인도의 우펜드라 초우두리 알리가르회교대(AMU) 교수는 북한-파키스탄 핵 커넥션을 추적해온 인도 전문가이다. 그는 중국이 북한과 파키스탄을 핵무장 시키고 있다고 주장한다. 공식적으로는 WMD 확산을 저지하기 위해 최선을 다한다고 말하지만, 실제로는 지정학적 이해관계나 잠재적 경쟁 국가의 성장을 막으려는 계산 아래 기술 확산을 조장해왔다고 한다.
1991년 7월 북한이 중국 감숙성 은천 미사일 기지에서 사정거리 800km의 중거리 다탄두(MIRV) 탄도 미사일을 시험발사하는데 성공했다. 중국의 원조로 개발한 것으로서, 발사시설은 중국이 대여했다. 북한은 1988년 이후 90명의 과학자를 은천 핵로켓기지에 파견, 중국으로부터 핵실험 기술 및 미사일발사 기술을 배웠다. 미사일 실험을 성공한 것으로 보아 핵실험 기술 습득도 완료한 것으로 보인다. 또한 중거리 미사일 개발을 위해 230명의 육해공군 무기 전문가들을 중국 요동반도에 있는 대연 해군기지에 파견해 연수중이라고 일본 월간 센타쿠지가 1991년 12월 6일 보도했다.
1992년 4월 러시아 시사주간지 코메트산트는 CIS에서 56kg의 무기급 플루토늄이 밀반출되어, 고철을 실은 차량과 철도편으로, 최근 2개월간 블라디보스톡과 중국 국경을 거쳐 북한으로 들어갔다고 보도했다.
2012년 4월 KN-08이 처음 공개되었는데, 차량은 중국 삼강 특수차 그룹의 'WS51200'였다. 중국은 2010년 "목제 운반용"으로 3,000만 위안을 받고 이 차량을 제작해 북한에 인도했다.

## 같이 보기
- 영변 우라늄 농축 공장
- 제1차 북핵 위기
- 파리평화협정